# Pseudocordulia
Pseudocordulia är ett släkte av trollsländor. Pseudocordulia ingår i familjen skimmertrollsländor.
Kladogram enligt Catalogue of Life:
| Pseudocordulia | \| \| Pseudocordulia circularis \| \| \| \| \| \| Pseudocordulia elliptica \| \| \| \| |
|                | \| \| Pseudocordulia circularis \| \| \| \| \| \| Pseudocordulia elliptica \| \| \| \| |
|                | Pseudocordulia circularis                                                              |
|                |                                                                                        |
|                | Pseudocordulia elliptica                                                               |
|                |                                                                                        |